# 多瑙河畔菲尔斯霍芬
多瑙河畔菲尔斯霍芬（德語：Vilshofen an der Donau，發音：[fɪlsˈhoːfn̩ ʔan deːɐ̯ ˈdoːnaʊ] ⓘ）是德国巴伐利亚州下巴伐利亚行政区帕绍县的城市，面积86.29平方千米，2023年12月31日人口为18,061人。